# Le Creuset
Le Creuset (fransk udtale: [lə kʁøzɛ], der betyder "smeltedigel" på dansk) er et fransk firma der fremstiller køkkengrej. De er mest kendt for deres farverige emaljerede kogegrej i støbejern, som stegesøer, gryder, stegepande og lignende.
Le Creuset blev grundlagt i 1925, og i 1988 blev det købt af Paul van Zuydam.